# 鈴木隆一 (でん六)
鈴木 隆一（すずき りゅういち、1954年（昭和29年）9月13日 - ）は、日本の実業家。でん六社長（三代目）。

## 来歴・人物
1954年9月、山形県山形市で鈴木伝四郎と陽子の長男として誕生。1978年3月成蹊大学経済学部卒業。
大学卒業後、大手スーパーマーケットに務めたのち、1979年8月でん六入社。1986年業務部長、1988年常務取締役社長室長、1996年代表取締役専務などを経て、2002年6月に社長就任。
山形経済同友会会長、日本ピーナッツ協会理事長、一般財団法人でん六財団代表理事、山形県倫理法人会相談役、山形県就労支援事業者機構代表を歴任。
2024年11月、旭日小綬章を受章。
山形新聞のインタビューにて、仕事上で最も影響を受けた人物を父であり前社長の鈴木伝四郎とし、伝四郎より「今、会社で革命を起こしているから戻ってこい」と言われ、当時務めていた東京の会社を辞め、79年に入社したと語った。当時は、経営規模が小さく、膨大な設備投資をして商品の鮮度対策や小袋化を実現、革命的経営改革を実行した伝四郎の決断力は素晴らしかったと語っている。

## 親族
でん六創業者の鈴木傳六は祖父。

## 略歴
- 1978年（昭和53年）- 成蹊大学経済学部卒業
- 1979年 - でん六入社
- 1986年 - でん六業務部長
- 1988年 - でん六常務取締役社長室長
- 1996年 - でん六代表取締役専務
- 2002年6月 - でん六社長
- 2024年 - 旭日小綬章を受章